# Therippia decorata
Therippia decorata là một loài bọ cánh cứng trong họ Cerambycidae.